# 진시 (전한)
진시(陳始, ? ~ ?)는 전한 전기의 제후로, 개국공신 진비의 아들이다.

## 행적
문제 후3년(기원전 161년), 진비의 뒤를 이어 박양후(博陽侯)에 봉해졌다.
경제 전5년(기원전 152년), 살인을 모의하다가 발각되었다. 죄는 사면받았으나, 작위가 박탈되었다.
경제 중5년(기원전 145년), 새후(塞侯)에 봉해졌다.
경제 후원년(기원전 143년), 또 죄를 지어 작위가 박탈되었다.

## 출전
- 사마천, 《사기》 권18 고조공신후자연표
- 반고, 《한서》 권16 고혜고후문공신표

| 전임 아버지 박양장후 진비 | 전한의 박양후 기원전 161년 ~ 기원전 152년 | 후임 (89년 후) 박양정후 병길 |

| 전임 (첫 봉건) | 전한의 새후 기원전 145년 ~ 기원전 143년 | 후임 새신후 직불의 |